# レムス (衛星)
レムス ((87) Sylvia II Remus) は、小惑星 (87) シルヴィアの第2衛星。二つ見つかっている衛星のうち、内側の軌道を回っている。
2004年8月に、カリフォルニア大学バークレー校のフランク・マーキス、パリ天文台のパスカル・ドスカン、ダニエル・ヘストローファー、ジェローム・ベルティエらが、ヨーロッパ南天天文台のVLTの一つ、イェプーンによる観測で発見した。2005年にレア・シルウィアの双子の息子の一人でローマの建国者とされるレムスに因んで名付けられた。
シルヴィアと二つの衛星は同じ衝突によって形成されたラブルパイルであり、衛星の密度やアルベドはシルヴィアと同じだと考えられている。
レムスの軌道はヒル球のかなり内側で（ヒル半径の約100分の1）、シルヴィアの自転に同期する軌道よりもかなり外側に位置し、非常に安定していると考えられている。
レムスの地表からのシルヴィアの見かけの大きさは 30°×18°である。ロムルスの見かけの大きさは 1.6°から 0.5°までの間で変化する。